# Integripalpia
Sous-ordre
Integripalpia est un sous-ordre d'insectes de l'ordre des Trichoptera. Les trichoptères regroupent des insectes apparentés de près aux lépidoptères (mites et papillons), mais adaptés pour la vie en eau douce dans leur stade larvaire.

## Liste des super-familles
- super-famille Leptoceroidea
- super-famille Limnephiloidea
- super-famille Phryganeoidea
- super-famille Sericostomatoidea
- super-famille Tasmioidea